# ملعب لوجنيكي

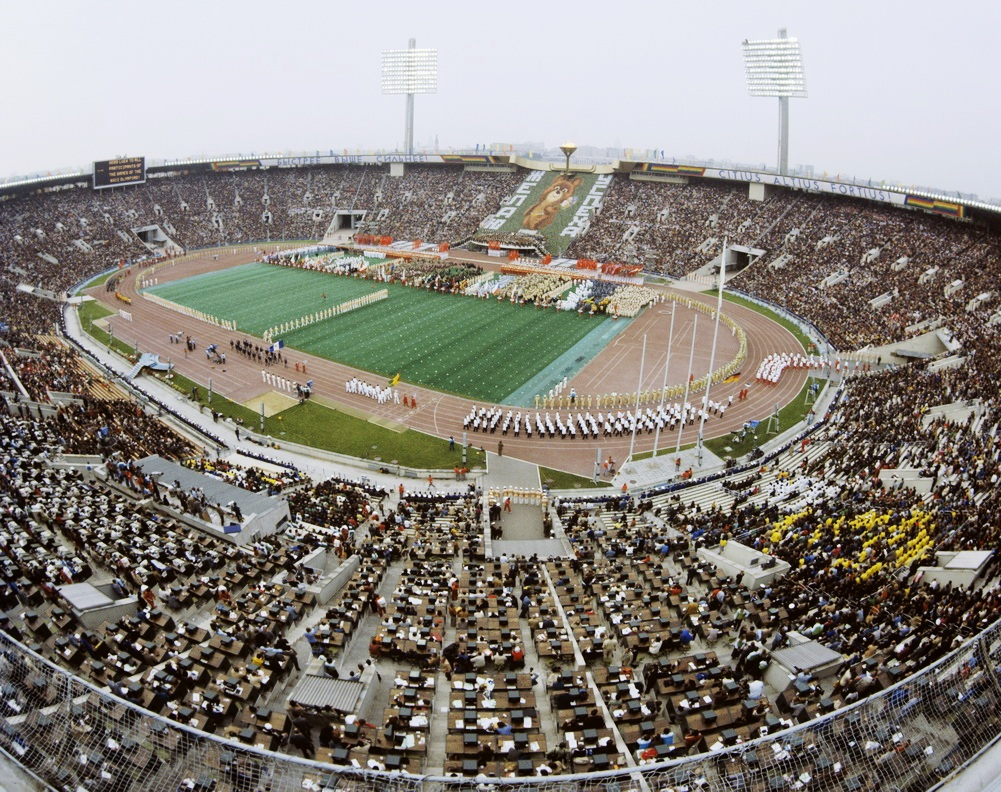
حفل افتتاح الألعاب الأولمبية الصيفية عام 1980

ملعب لوجنيكي (بالروسية: Стадион Лужники) هو ملعب كرة قدم يقع في موسكو عاصمة روسيا. يتسع الملعب لجلوس 78,360 متفرج حاليا. يعتبر الملعب الرسمي الذي يخوض فيه منتخب روسيا لكرة القدم مبارياته. تم افتتاحه في 31 يوليو 1956. استضاف الملعب عدد المناسبات المهمة أبرزها الألعاب الأولمبية الصيفية 1980، بالإضافة إلى نهائي دوري أبطال أوروبا 2008 بين ناديي تشيلسي ومانشستر يونايتد الإنجليزيين. وأيضاً المباراة النهائية ل بطولة كأس العالم لكرة القدم 2018.
ملعب لوجنيكي مجهز بعشب اصطناعي يتحمل ظروف الشتاء القاسية في موسكو، علماً أنه كان سابقاً عشباً طبيعياً حين استضافت روسيا دوري أبطال أوروبا في سنة 2008.

## مباريات كأس العالم 2018
| التاريخ       | الفريق الأول | النتيجة        | الفريق الثاني | الجولة                          | الحضور |
| ------------- | ------------ | -------------- | ------------- | ------------------------------- | ------ |
| 14 يونيو 2018 | روسيا        | 5–0            | السعودية      | دور المجموعات، المجموعة الأولى  | 78,011 |
| 17 يونيو 2018 | ألمانيا      | 0–1            | المكسيك       | دور المجموعات، المجموعة السادسة | 78,011 |
| 20 يونيو 2018 | البرتغال     | 1–0            | المغرب        | دور المجموعات، المجموعة الثانية | 78,011 |
| 4 يونيو 2018  | الدنمارك     | 0–0            | فرنسا         | دور المجموعات، المجموعة الثالثة | 78,011 |
| 1 يوليو 2018  | إسبانيا      | 1–1 (4–3 ر.ت.) | روسيا         | دور الـ16                       | 78,011 |
| 11 يوليو 2018 | كرواتيا      | 2–1 (و.إ.)     | إنجلترا       | نصف النهائي                     | 78,011 |
| 15 يوليو 2018 | فرنسا        | 4–2            | كرواتيا       | النهائي                         | 78,011 |